# Tipula (Pterelachisus) apicispina
Tipula (Pterelachisus) apicispina is een tweevleugelige uit de familie langpootmuggen (Tipulidae). De soort komt voor in het Palearctisch gebied.